# Avon Park
Avon Park – miasto w Stanach Zjednoczonych, w stanie Floryda, w hrabstwie Highlands.